# Tom Spring (boxe anglaise)
Pour les articles homonymes, voir Spring.
Tom Spring est un boxeur anglais combattant à mains nues né le 22 février 1795 à Fownhope et mort le 20 août 1851 à Londres.

## Carrière
Il commence sa carrière professionnelle en 1818 et détient le titre de champion d'Angleterre des poids lourds de 1821 à 1824.

## Distinction
- Tom Spring est membre de l'International Boxing Hall of Fame depuis 1992[1].

## Liens externes

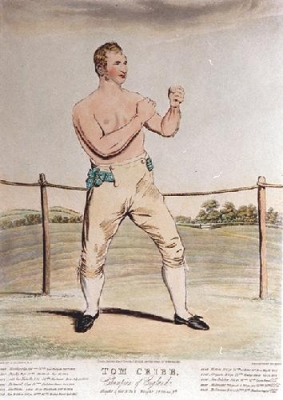
Tom Cribb, mentor de Spring, vers 1810